# Ciklodekan
Ciklodekan je cikloalkan sa hemijskom formulom .

## Literatura
- Diwakar M. Pawar; Sumona V. Smith; Hugh L. Mark; Rhonda M. Odom,; Eric A. Noe (1998). „Conformational Study of Cyclodecane and Substituted Cyclodecanes by Dynamic NMR Spectroscopy and Computational Methods”. Journal of the American Chemical Society. 120 (41): 10715. doi:10.1021/ja973116c.